# Departamento Godoy Cruz
Das Departamento Godoy Cruz liegt im Zentrum der Provinz Mendoza im Westen Argentiniens und ist eine von 18 Verwaltungseinheiten der Provinz. Zusammen mit den Departamentos Capital, Las Heras, Guaymallén, Luján de Cuyo und Maipú bildet es die Agglomeration Gran Mendoza. Es ist auch das am dichtesten besiedelte Departamento der Provinz.
Es grenzt im Norden an die Departamentos Capital und Guaymallén, im Osten an das Departamento Maipú, im Süden an das Departamento Luján de Cuyo und im Westen an das Departamento Las Heras. 
Die Hauptstadt des Departamento Godoy Cruz ist das gleichnamige Godoy Cruz. Beide sind nach dem argentinischen Politiker und Geschäftsmann Tomás Godoy Cruz (1791–1852) benannt.

## Bevölkerung
Nach Schätzungen des INDEC stieg die Einwohnerzahl von 182.977 Einwohnern (2001) auf 232.036 Einwohner im Jahre 2005.

## Distrikte

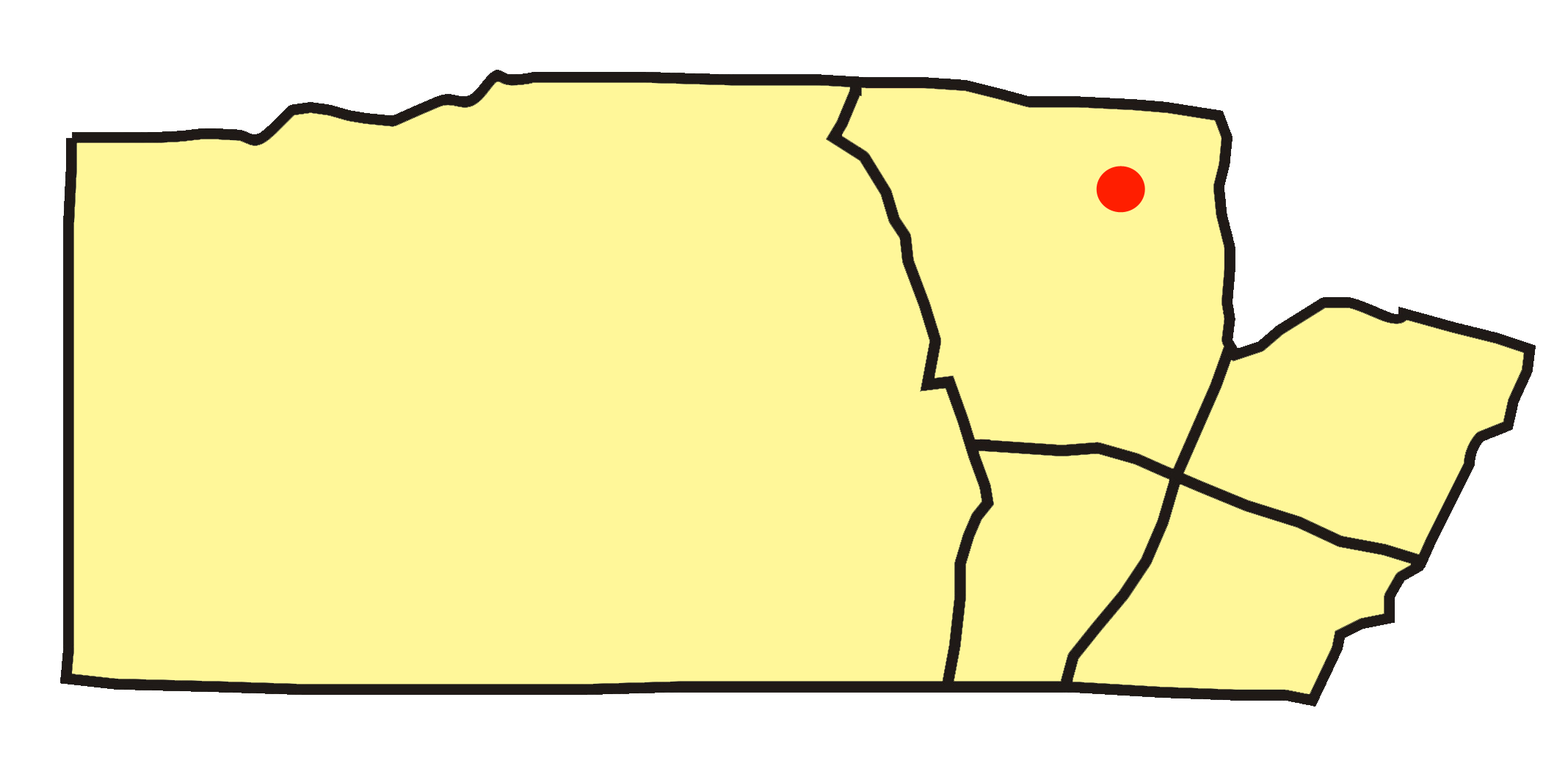
Die fünf Distrikte des Departamento Godoy Cruz

Das Departamento Godoy Cruz ist in folgende Distrikte aufgeteilt:
- Gobernador Benegas
- Godoy Cruz
- Las Tortugas
- Presidente Sarmiento
- San Francisco del Monte

## Wirtschaft
Das Departamento Godoy Cruz vereinigt ca. 36 Prozent der Wirtschaftskraft der Provinz Mendoza. Bestimmender Faktor ist der Handel (hier vor allem der Autohandel) und der Dienstleistungssektor. Es haben sich auch einige Weinkellereien angesiedelt, aber es gibt keine Weinfelder. Das Casino von Mendoza liegt an der Departmentsgrenze von Godoy Cruz und Mendoza (Stadt).

## Sport
Godoy Cruz ist Heimat des Fußball-Clubs Godoy Cruz Antonio Tomba, der im Jahre 2006 zum ersten Club der Provinz Mendoza in der Primera División avancierte.